# Traveller (U-Boot)
HMS Traveller (Kennung: N48) war ein U-Boot der T-Klasse der britischen Royal Navy im Zweiten Weltkrieg. Das Kriegsschiff ging 1942 im Mittelmeer verloren.

## Einsatzgeschichte
Die Traveller wurde im Mittelmeer eingesetzt. In seiner nur achtmonatigen aktiven Einsatzzeit konnte das U-Boot trotz mehrerer versuchter Angriffe lediglich ein gegnerisches Schiff versenken.
Am 28. Juli 1942 wurde der italienische Frachter Ezilda Croce in der Straße von Otranto erfolglos mit Torpedos angegriffen. Weitere erfolglose Torpedoangriffe folgten am 30. Juli 1942 vor Pula gegen den italienischen Kleinen Kreuzer Cattaro und am 5. August 1942 in der Adria sowie am 7. August 1942 in der Straße von Otranto gegen nicht identifizierte U-Boote. Der einzige Kampferfolg wurde am 5. September 1942 erreicht, als der italienische Frachter Albachiara vor der libyschen Küste torpediert und versenkt wurde. Am 9. Oktober 1942 griff das britische U-Boot westlich von Kreta den italienischen Tanker Proserpina sowie die Torpedoboote Castore und Ciclone erfolglos mit drei Torpedos an.
Die Traveller verließ ihre Basis auf Malta unter der Führung des neuen Kommandanten Drummond St.Clair-Ford am 28. November 1942, um im Golf von Tarent zu patrouillieren. Außerdem sollte sie den Hafen von Tarent auskundschaften, um im Rahmen der „Operation Portcullis“ den Einsatz von britischen bemannten Torpedos vorzubereiten.
Das U-Boot wurde am 12. Dezember 1942 als vermisst erklärt. Wahrscheinlich lief die Traveller am 8. Dezember 1942 im Golf von Tarent auf eine italienische Seemine. Es gab keine Überlebenden.

## Kommandanten
- Lt.Cdr. George David Archibald Gregory (19. November 1941 bis 21. April 1942)[4]
- Lt. Michael Beauchamp St. John (21. April 1942 bis 26. November 1942)[5]
- Lt.Cdr. Drummond St. Clair-Ford (26. November 1942 bis 12. Dezember 1942[6])